# 立功奖章
立功奖章是中华人民共和国政府授予军人的一种奖章，是现行中华人民共和国军事荣誉制度中的第三级。授予的对象是中国人民解放军的军人和文职人员。
立功奖章分为三个等级，即一等功奖章、二等功奖章和三等功奖章。三等功由团、旅批准，团旅长、政治委员授予。二等功由旅、师批准，师旅长、政治委员授予。一等功由集团军批准，军长、政治委员授予。此外，授予高级军官或文职人员的立功奖章还需报请中央军事委员会批准。

## 历史
立功奖章是於1951年4月由中國人民志願軍政治部主任杜平和英雄模範勳章一同設立，於1979年首次統一制發，設立目的為促進軍隊的團結及在普通士兵中設立榜樣。立功奖章起初分為一等功、二等功、三等功和特殊四個等級，但特殊類別在解放軍勳章系統於1988年正式設立後取消。2011年，中華人民共和國政府启用新式立功奖章，以充分发挥奖励工作的激励导向作用。

## 外观
| 一等功 | 二等功 | 三等功 |
| ------ | ------ | ------ |
|        |        |        |

## 授予

### 资格
根據在1951年發表的標準，立功奖章是授予取得成就，並在戰時表現勇敢和能掌握技能，在非戰時和同袍友好及團結、嚴肅、樂於助人的軍人，其中成就是指戰時摧毀敵人的障礙或軍備、供應和儲存軍用爆炸品、擊落敵機、潛入敵陣並俘虜敵方軍官、擔任偵察或保護工作等，及非戰時關心傷者和新兵、積極研究提升戰術、在訓練表現優異、尊重人民、愛護武器裝備、善於自我批評等等；在這些項目中有较大贡献的可以记三等功，功绩显著、有重要贡献的可以记二等功，功绩卓著、有重大贡献的可以记一等功。
政治委員負責提名軍人獲得立功奖章，而政治委員必須每月提名軍人獲奖。提名后，三等功由团、旅批准，二等功由旅、师批准，一等功則由军级单位批准；一旦提名獲得批准，獲奖軍人將參與盛大的頒獎典禮，並獲得奖章、綬帶和證書。根據1988年的規定，奖章須在放置於制服左上方，而獲奖軍人只能在特別會議和慶祝活動上佩帶奖章，日常執勤時則能佩帶略章。
《中国人民解放军纪律条令》规定，个人遵守纪律，在作战、训练或者其他工作中的某一方面表现突出，取得优良成绩或者被评为优秀士兵的，依其贡献和影响不同，给予嘉奖。一般而言，事迹突出，有较大贡献的，可以记三等功；功绩显著，有重要贡献的，可以记二等功；功绩卓著，有重大贡献的，可以记一等功。
个人获得立功奖章有如下情形，
|                              | 1. 学习马克思列宁主义、毛泽东思想、邓小平理论、“三个代表”重要思想、科学发展观以及习近平新时代中国特色社会主义思想，贯彻党的路线、方针、政策，联系实际回答和解决重大理论和现实问题，成绩突出的； 2. 战斗中英勇顽强，坚决执行命令，模范遵守战时纪律，完成作战任务成绩突出，或者主动掩护、抢救战友，成绩突出的； 3. 战斗中勇于克服困难，积极主动、迅速有效地提供后勤保障、装备保障或者其他作战保障，对完成作战任务有较大贡献的； 4. 坚决执行上级命令，正确指挥，密切协同，在组织指挥完成作战任务中，成绩突出的； 5. 年度军事训练成绩优异，被旅、师、军(相当等级的部队)树立为军事训练标兵的，或者在《中国人民解放军军事训练与考核大纲》规定课目的比赛中，获得军(相当等级的部队)或者海军舰队、军区空军以及其他相当等级的单位前三名的，可以记三等功；被军区以及其他相当等级的单位树立为军事训练标兵或者获得军区以及其他相当等级的单位军事训练比赛成绩前三名的，可以记二等功；被树立为全军军事训练标兵或者在全军军事训练比赛中，获得优异成绩，有重大影响的，可以记一等功； 6. 积极适应信息化条件下军事训练需要，改进训练方法，或者进行技术革新、技术改造，对提高军事训练质量、促进部队建设有较大贡献，其成果被批准在军(相当等级的部队)或者海军舰队、军区空军以及其他相当等级的单位推广应用的，可以记三等功；有重要贡献，被批准在军区以及其他相当等级的单位推广应用的，可以记二等功；有重大贡献，被批准在全军推广应用的，可以记一等功。 7. 在完成重大科研试验、航天发射测控、远航、导弹发射、战略演习、战役演习等任务中，成绩突出的； 8. 在战备值班、执勤中，及时发现和正确处理重要情况，保证完成任务或者避免重大损失，成绩突出的； 9. 在边防、海岛或者高原等艰苦地区，不畏困难，安心工作，成绩突出的； 10. 在执行急难险重任务中，或者在其他紧要关头，勇敢沉着，不怕牺牲，成绩突出的； 11. 在完成施工、生产任务中，科学管理，勤俭节约，确保优质、高产、安全、低耗、环保，成绩突出的； 12. 在开展思想政治工作，培育当代革命军人核心价值观，保证部队的集中统一和各项任务的完成方面，成绩突出的； 13. 在拥政爱民、支援国家经济建设、参加军民共建社会主义精神文明活动、构建社会主义和谐社会中，有较大贡献的，或者长期坚持为人民群众做好事，或者勇于同违法犯罪行为作斗争，奋不顾身保护国家财产和人民群众的生命安全，事迹突出的； 14. 精心使用、保养武器装备和维护军事设施，勇于同私藏、破坏、盗窃武器装备、弹药和危害军事设施安全的行为作斗争，或者在武器装备的监造、验收中避免重大质量问题，事迹突出的； 15. 认真履行安全管理职责，促进部队安全发展，有效预防和避免事故、案件，使国家、军队和人民群众的利益免受或者减少损失，事迹突出，有较大贡献的，飞行员达到规定的安全飞行时间和技术等级的，或者各种车辆、机械的驾驶员和操作手，多年安全无事故，并被军(相当等级的部队)以上单位树立为标兵的； 16. 保守、保护秘密，坚决同泄密行为和窃密、渗透活动作斗争，事迹突出的； 17. 在教学、科研中，成绩突出，有较大贡献的，可以记三等功；功绩显著，有重要贡献的，或者获得军队科学技术进步一等奖项目的首要完成人，可以记二等功；功绩卓著，有重大贡献和影响的，或者获得国家教学成果一等奖以上项目，国家自然科学、技术发明、科学技术进步一等奖项目的首要完成人，可以记一等功。 18. 在医务卫生工作中，救死扶伤，热心为官兵服务，成绩突出的。 19. 坚持文艺工作的正确方向，长期深入基层，深入边防、海岛、高原等艰苦地区，为部队服务，或者创作出优秀作品，为活跃部队文化生活，促进社会主义精神文明建设做出突出贡献的。 20. 在体育比赛中，夺得奥运会铜牌、银牌、金牌的个人或者集体项目的主力队员，可以分别记三等功、二等功、一等功；对取得上述成绩有突出贡献的教练员，可以给予相应的奖励。 21. 在学习政治、军事、科学、文化、技术，履行职责、钻研业务，艰苦奋斗、廉洁奉公，遵纪守法、秉公执法，严格要求、科学管理，尊干爱兵、团结互助等方面，成绩突出，或者机关工作人员为首长正确决策提出重要建议等方面，表现突出，有较大贡献的； 22. 被中央军事委员会、总部在全军表彰的先进个人，连续3年被评为优秀士兵(优秀学员)的，被评为军(相当等级的部队)以上单位基层建设标兵连队、标兵单位或者获得集体二等功以上奖励的单位主官，可以记三等功；功绩显著，有重要贡献的，可以记二等功；功绩卓著，有重大贡献和影响的，可以记一等功。 23. 在参加军区以及其他相当等级的单位赋予的重大战备执勤、训练演习、比武竞赛等活动中完成任务出色，获得军区以及其他相当等级的单位表彰的正团职和专业技术七级(中级专业技术职务)以下军官、文职干部和士兵，可以记三等功；获得国家部委表彰或者在执行抢险救灾、反恐维稳、处置突发事件、联合国维持和平行动、军事演习等重大非战争军事行动中完成任务出色，获得四总部联合表彰的正团职和专业技术七级(中级专业技术职务)以下军官、文职干部和士兵，可以记二等功；获得中共中央、国务院、中央军事委员会联合表彰的正团职和专业技术七级(中级专业技术职务)以下军官、文职干部和士兵，可以记一等功。 24. 在本条令第十八条至第四十条规定情形之外的其他方面表现突出的。 |
| ——《中国人民解放军纪律条令》 | |

### 引用
1. 1 2  赵风云. . 解放军报. 2011-07-26.
2. 1 2  Mao's Military Romanticism: China and the Korean War, 1950-1953 1995，第197頁.
3. 1 2 3  , 新華社, 2007-07-05  [2010-10-06], （原始内容存档于2016-03-04）（中文）
4. 1 2  Mao's Military Romanticism: China and the Korean War, 1950-1953 1995，第197–198頁
5. 1 2  Mao's Military Romanticism: China and the Korean War, 1950-1953 1995，第198頁
6. 1 2  , Beijing, China: Xinhua, 2002-03-23  [2010-10-06], （原始内容存档于2016-10-15）
7. ↑  Mao's Military Romanticism: China and the Korean War, 1950-1953 1995，第198, 199頁
8. ↑  . www.mod.gov.cn.   [2025-02-10].